# 莱格莱苏埃拉
莱格莱苏埃拉，是西班牙卡斯蒂利亚-拉曼恰托莱多省的一个市镇。总面积69平方公里，总人口418人（2001年），人口密度6人/平方公里。